# Onychocella cucullata
Onychocella cucullata är en mossdjursart som beskrevs av Thornely 1905. Onychocella cucullata ingår i släktet Onychocella och familjen Onychocellidae. Inga underarter finns listade i Catalogue of Life.